# Ridderorden in Belize
Het vroegere Brits-Honduras werd in 1981 onder de naam Belize onafhankelijk van het Verenigd Koninkrijk. Koningin Elizabeth II stichtte in de jaren daarna drie ridderorden.
- De Orde van de Nationale Held (Engels: "Order of the National Hero")
- De Orde van Belize (Engels: "Order of Belize")
- De Orde van Distinctie (Engels: "Order of Distinction")

Belize verleent naast de eigen ridderorden ook de Britse ridderorden, met name de Orde van het Britse Rijk.